# Třída Frankenthal (typ 332)
Třída Frankenthal (typ 332) je třída pobřežních minolovek německého námořnictva. Celkem bylo postaveno 12 jednotek této třídy, které byly do služby přijaty v letech 1992–1998. Deriváty třídy Frankenthal jsou minolovky turecké třídy Aydin a indonéské třídy Pulau Fani. Minolovky Frankenthal a Weiden byly roku 2006 prodány námořnictvu Spojených arabských emirátů.

## Stavba
V letech 1993–1998 bylo postaveno celkem 12 jednotek této třídy. Do jejich stavby se zapojily loděnice Abeking & Rasmussen v Lemwerderu, Krögerwerft v Rendsburgu a Lürssen ve Vegesacku.
Jednotky třídy Frankenthal:
| Jméno                       | Loděnice            | Založení kýlu | Spuštěna        | Vstup do služby   | Poznámky                                                                   |
| --------------------------- | ------------------- | ------------- | --------------- | ----------------- | -------------------------------------------------------------------------- |
| Fulda (M 1058)              | Abeking & Rasmussen | 1995          | 29. září 1997   | 16. června 1998   | Aktivní.                                                                   |
| Weilheim (M 1059)           | Lürssen             | 1995          | 26. února 1998  | 3. prosince 1998  | Aktivní.                                                                   |
| Weiden (M 1060)             | Abeking & Rasmussen | 1990          | 14. května 1992 | 3. března 1993    | Roku 2006 zařazena do námořnictva Spojených arabských emirátů jako Hasbah. |
| Rottweil (M 1061)           | Krögerwerft         | 1990          | 12. března 1992 | 7. července 1993  | Roku 2008 modernizována na verzi Typ 332B. Aktivní.                        |
| Sulzbach-Rosenberg (M 1062) | Lürssen             | 1992          | 27. dubna 1995  | 23. ledna 1996    | Aktivní.                                                                   |
| Bad Bevensen (M 1063)       | Lürssen             | 1990          | 21. ledna 1993  | 9. prosince 1993  | Aktivní.                                                                   |
| Grömitz (M 1064)            | Krögerwerft         | 1991          | 29. dubna 1993  | 23. srpna 1994    | Aktivní.                                                                   |
| Dillingen (M 1065)          | Abeking & Rasmussen | 1992          | 26. května 1994 | 25. dubna 1995    | Aktivní.                                                                   |
| Frankenthal (M 1066)        | Lürssen             | 1989          | 6. března 1992  | 16. prosince 1992 | Roku 2006 zařazena do námořnictva Spojených arabských emirátů jako Murjan. |
| Bad Rappenau (M 1067)       | Abeking & Rasmussen | 1991          | 3. června 1993  | 19. dubna 1994    | Roku 2008 modernizována na verzi Typ 332B. Aktivní.                        |
| Datteln (M 1068)            | Lürssen             | 1991          | 27. ledna 1994  | 8. prosince 1994  | Aktivní.                                                                   |
| Homburg (M 1069)            | Krögerwerft         | 1992          | 21. dubna 1994  | 26. září 1995     | Aktivní.                                                                   |

## Konstrukce

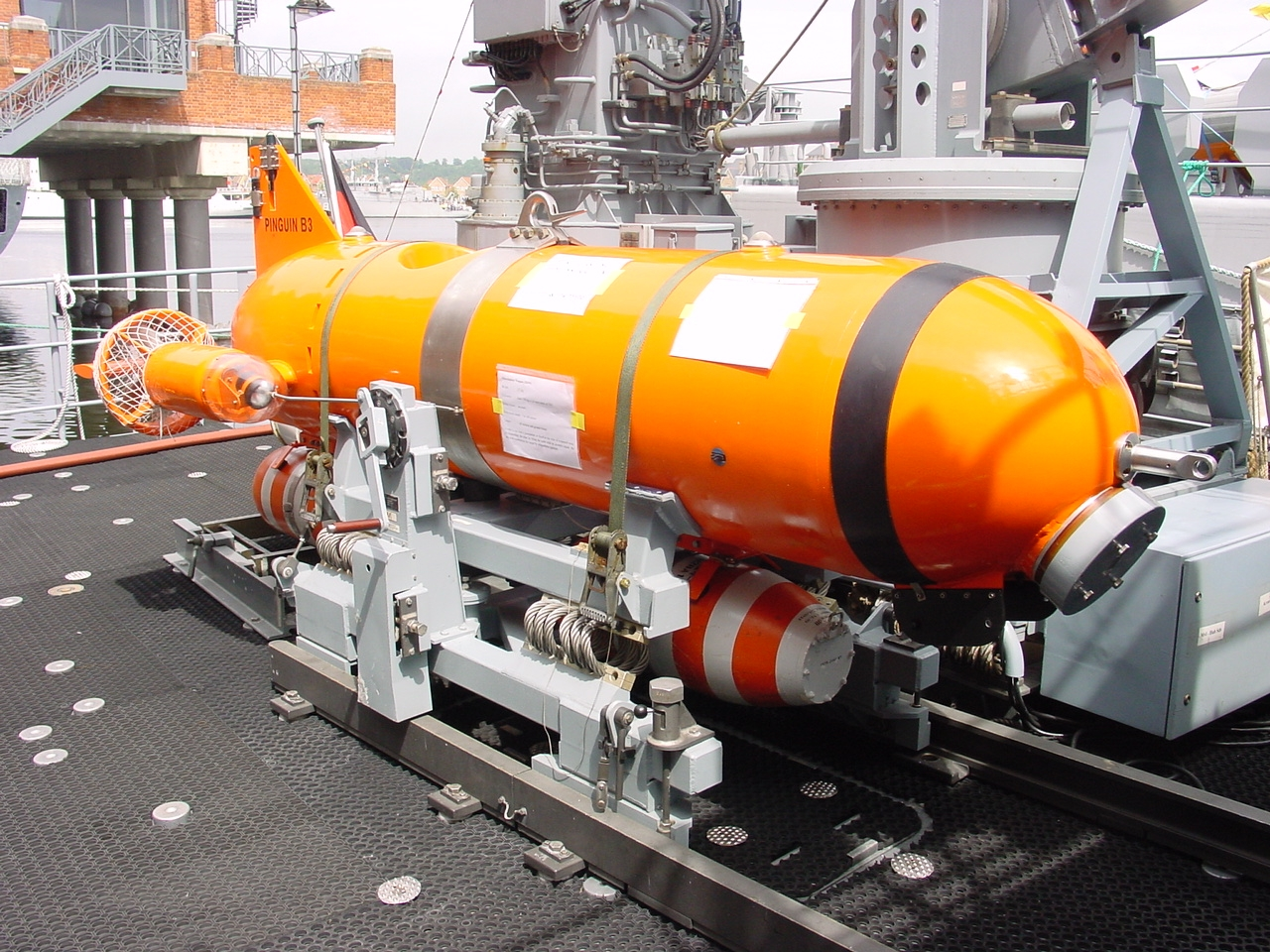
Pinguin B3

Plavidla jsou postavena z nemagnetické oceli. Trup, nástavba a pohonné ústrojí vychází z konstrukce minolovek třídy Hameln. Minolovky nesou protiminový systém Atlas Elektronik MWS80-4, skládající se z taktického velícího systému TCD, navigačního a označovacího systému NBD, trupového sonaru DSQS-11M a sonaru DDSX-11, který je přímo v dálkově ovládaném prostředku pro hledání a likvidaci min typu Pinguin B3 (každá minolovka má na palubě dva tyto prostředky). Minolovky jsou dále vybaveny dekompresní komoru, umožňující nasazení potápěčů. K vlastní obraně slouží jeden 40mm kanón Bofors a dvě čtyřnásobná vypouštěcí zařízení protiletadlových řízených střel Stinger. Pohonný systém tvoří dva diesely MTU 16V 538 TB91. Během likvidace min loď pomalu manévruje pomocí dvou elektromotorů. Lodní šrouby jsou dva. Nejvyšší rychlost dosahuje 18 uzlů.

### Modernizace

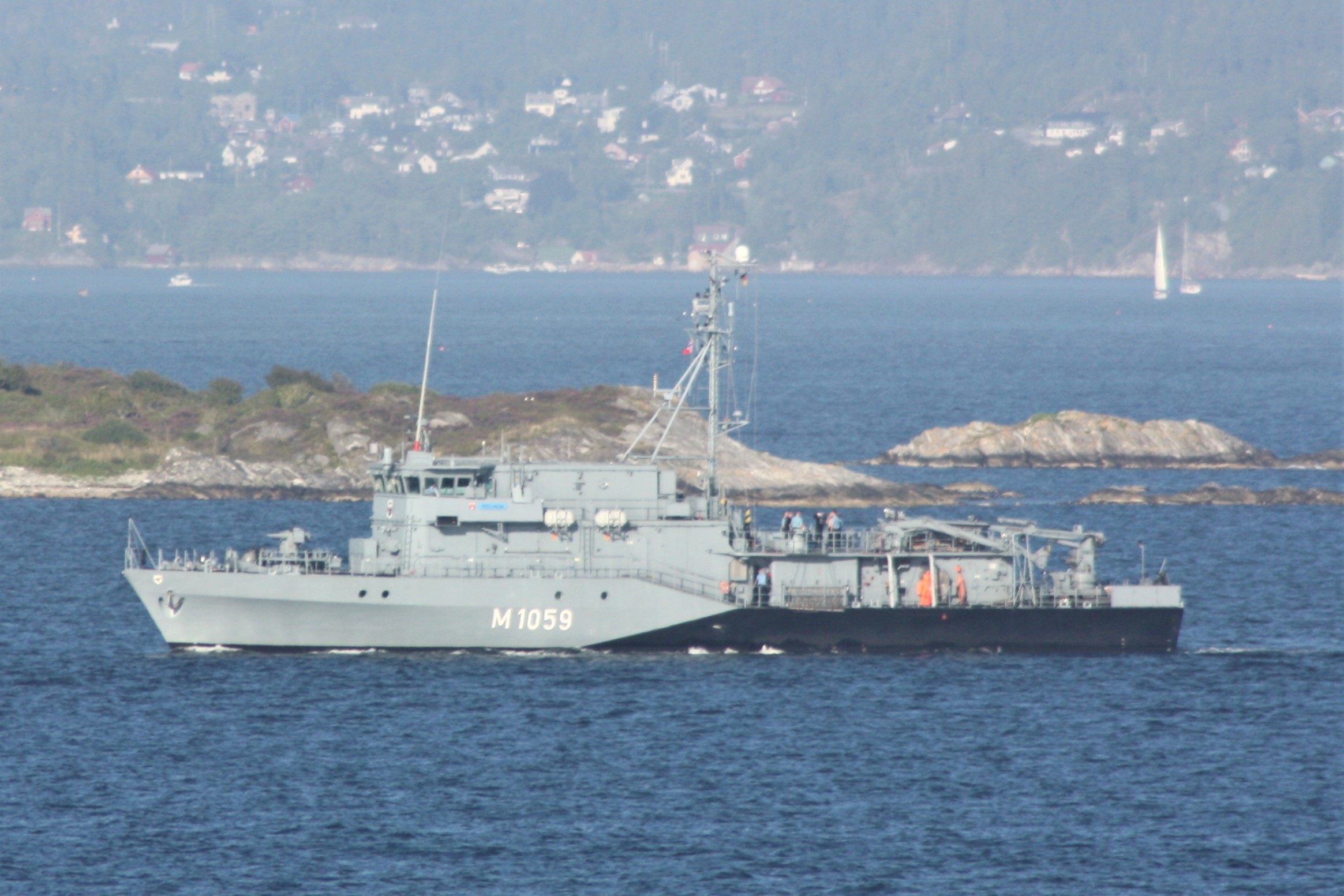
Weilheim (M 1059)

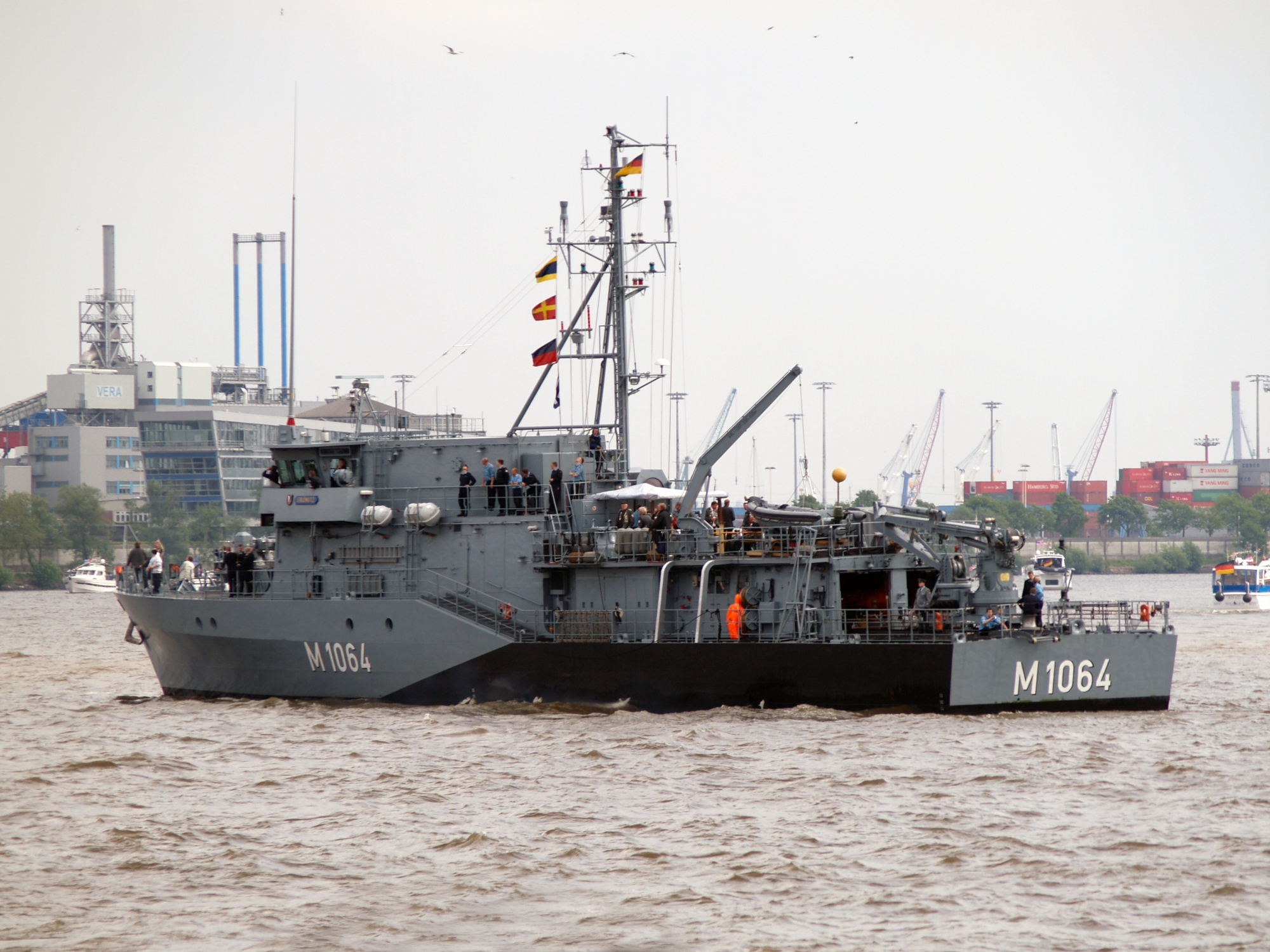
Grömitz (M 1064)

V letech 2006–2011 byl instalován vylepšený sonar DSQS-11M a původní 40mm kanón nahradil jeden 27mm kanón MLG-27 se systémem řízení palby MSP-500. Po roce 2010 byl radar SPS-64(v) nahrazen typem Sperry E340.
Roku 2008 byly minolovky Rottweil a Bad Rappenau modifikovány na verzi Typ 332B. Podmořské prostředky Pinguin nahradily tři čluny pro nasazení až 15 potápěčů.
V letech 2009–2012 bylo pět minolovek této třídy vybaveno integrovaným minolovným systémem IMCMS (Integrated Mine Counter Measure System) a dálkově ovládaným minolovným prostředkem Atlas Elektronik SeaFox. Zároveň získaly schopnost ovládat dálkově ovládaná odminovací plavidla Seehund. V prosinci 2016 byla u společnosti Atlas Elektronik objednána obdobná modernizace dalších tří minolovek, takže jich bude modernizováno osm z deseti provozovaným německým námořnictvem. Modernizována byla plavidla Fulda, Weilheim, Sulzbach-Rosenberg, Bad Bevensen, Grömitz, Dillingen, Datteln a Homburg.
Od roku 2014 v Německu probíhal program výběru náhrady minolovek třídy Frankenthal. Námořnictvo chtělo do roku 2031 získat nejméně jedenáct nových plavidel. Kvůli značnému překročení plánovaných nákladů však bylo v roce 2022 upřednostněno prodloužení životnosti stávajících minolovek o deset let.